# Ropica forticornis
Ropica forticornis är en skalbaggsart som beskrevs av Stefan von Breuning 1942. Ropica forticornis ingår i släktet Ropica och familjen långhorningar. Inga underarter finns listade i Catalogue of Life.